# Naturgesetz
Als Naturgesetz wird in den Naturwissenschaften und in der Wissenschaftstheorie die orts- und zeitunabhängige und auf Naturkonstanten beruhende Regelmäßigkeit von Naturerscheinungen bezeichnet. Die Pluralform „Naturgesetze“ bezeichnet darüber hinaus die Gesamtheit dieser Regelmäßigkeiten, einschließlich solcher, die noch nicht entdeckt oder formuliert wurden, unabhängig von ihrer spezifischen Formulierung. Die Naturgesetze sind durch den Menschen nicht beeinflussbar im Gegensatz zu staatlichen und sozialen Gesetzen. Eine genaue, einheitliche und abschließende Definition des Begriffs existiert derzeit nicht.

## Allgemeines
Außerhalb der Rechtswissenschaft (hier gibt es formale Gesetze) spricht man in den übrigen Wissenschaften von einem Gesetz oder einer Gesetzmäßigkeit, wenn aus einer Theorie oder Beobachtung orts-, zeit- und kulturunabhängige allgemeingültige Aussagen abgeleitet werden, die weltweit dauerhaft, aber nicht immer ausnahmslos, gelten. Naturgesetze sind in der Naturwissenschaft dagegen ausnahmslos geltende Regeln für den Ablauf des Naturgeschehens. Die Abgrenzung gegenüber den Gesetzen der Einzelwissenschaften (insbesondere gegenüber den physikalischen Gesetzen als Grundlage der Naturwissenschaften) sowie das wahre Wesen der Naturgesetze (Abstraktion oder ontologische Tatsache) und zudem die Frage, ob auch Axiome wissenschaftlicher Modelle und chemische, physikalische oder kosmologische Konstanten zu ihnen zählen, sind Gegenstand anhaltender Debatten.
Beispielsweise ist die Lichtgeschwindigkeit eine solche Naturkonstante, welche die absolute Grenzgeschwindigkeit im Universum darstellt; kausale Zusammenhänge (Ursache-Wirkung-Beziehungen) können sich nicht schneller ausbreiten. Licht und andere elektromagnetischen Wellen breiten sich im Vakuum mit dieser Geschwindigkeit aus, ebenso Gravitationswellen. Das entsprechende Naturgesetz besagt, dass die Geschwindigkeit materieller Körper (z. B. Elementarteilchen mit Masse) sich bei hoher Energiezufuhr der Lichtgeschwindigkeit nähern, sie aber nicht erreichen kann.
Durch die Entwicklung der modernen Physik und den damit verbundenen Reduktionismus und Naturalismus hat sich ein paradigmatisches Verständnis von Naturgesetzen als notwendiger Regelmäßigkeit in Abfolgen von beobachtbaren Ereignissen herausgebildet, die ausnahmslos alle Ereignisse ihres jeweiligen Typs bestimmen. Dadurch wurden einige wissenschaftliche Regeln aus dem Bestand der Naturgesetze ausgeschlossen. Formal wird von wissenschaftlichen wie von Naturgesetzen erwartet, dass sie erlauben, beobachtbare Ereignisse zu erklären und vorherzusagen. Dieses Kriterium reicht jedoch für die Abgrenzung nicht aus: Die Frage nach der Kausalität, insbesondere im Fall bestätigter statistischer Gesetze, und ihrer Verifizierbarkeit ist ein weiteres Problem. In der Debatte um wissenschaftliche Gesetze betont das eine Lager (nach David Hume) die Regularität, was ein Verständnis statistischer Gesetze als Ausdrücke von Naturgesetzen ermöglicht, das andere die Notwendigkeit einer zugrunde liegenden Ursache-Wirkungs-Beziehung.
Zwischen den aktuell als gültig angesehenen wissenschaftlichen Gesetzen der Einzelwissenschaften (selbst der Physik) einerseits und Naturgesetzen im allgemeinen Sinn besteht zumindest dem Anspruch nach ein Unterschied. So wird z. B. im Pragmatismus oder Falsifikationismus angenommen, dass die wissenschaftlichen Gesetze nur eine Annäherung an die Naturgesetze darstellen, die Ausdruck einer das Naturgeschehen bestimmenden Notwendigkeit sind. Der logische Positivismus betrachtet dagegen die Naturgesetze lediglich als aus dem beobachteten Naturgeschehen abgeleitete Regeln, die sich erfahrungsgemäß immer wieder bestätigen; er geht davon aus, dass über die Erfahrung hinausgehend keine sinnvolle Aussage getroffen werden kann (Sinnkriterium des Empirismus).

## Begriffsgeschichte

### Antike
Den antiken griechischen Autoren war der Begriff des Naturgesetzes fremd, er wurde in dieser Form nicht verwendet. Der griechische Begriff für Gesetz (altgriechisch νόμος Nomos) wurde spezifisch für willentlich gesetzte Normen und Regeln verwendet, er konnte auch „Gewohnheit“ bedeuten. Der Begriff der Natur (altgriechisch φυσικός physikos) wurde geradezu als Gegensatz verstanden, er stand für die natürliche, nicht veränderbare Ordnung, etwa von Heraklit als Logos (Vernunft, Sinn) und von Anaximander Nous (Geist, Vernunft) bezeichnet. Dies ging über lediglich beobachtete Regelmäßigkeiten weit hinaus, die ohnehin kein griechischer Denker als irgendwie relevant für so grundlegende Prinzipien anerkannt hätte, hier ging es nicht um die Dinge selbst, sondern um die Grundlagen, die letzten Bestimmungen, aus denen alle Dinge gebildet sind (je nach philosophischer Schule etwa das Feuer, die Elemente, die Atome …). Zwar kannten die Griechen die Vorstellung von Gesetzen, die nicht von Menschen gesetzt worden sind (altgriechisch agraphoi nomoi), diese entsprechen aber eher dem Naturrecht. Im umfangreich überlieferten Werk des Platon und des Aristoteles findet sich der Ausdruck des Naturgesetzes je einmal, und auch das eher in referierendem Zusammenhang. Der Begriff des Naturgesetzes tauchte ersichtlich erstmals bei Platon im Zusammenhang mit der Bewegung menschlicher Körper auf. Zwar schufen die Hebelgesetze des Archimedes die Grundlage für die Mechanik, doch erwähnte er den Begriff nicht.
In der Spätantike, vermittelt vor allem von römischen Autoren, wird in der philosophischen Schule der Stoa dann öfter von lex naturae, also dem Naturgesetz, gesprochen.
Erst die Stoiker entwickelten das Konzept eines kosmologischen Gesetzes. Dies wird dadurch vermittelt, dass für die stoischen Philosophen die Welt selbst Gott ist, so dass der göttliche Wille, wie ein Gesetzgeber, Regeln erlassen kann. Dies betraf zunächst moralische Regeln, die dann später auch auf natürliche Regelmäßigkeiten übertragen worden sind. Damit erfolgt eine Übertragung der Vorstellung eines selbst bestimmten Handelns bzw. der Bestimmung des Handelns durch Herrschaft auf die Natur. Zenon von Kition, dem Begründer der Stoa, zufolge (überliefert durch Cicero) sei das Naturgesetz göttlich und habe die Macht, das Richtige zu befehlen und das Gegenteilige zu verbieten. Cicero selbst definierte als Naturgesetz (lateinisch lex naturae)) „ein von einem Gott eingerichtetes Gesetz aller Dinge…“.
Wirkmächtig für das antike griechische Verständnis der Natur war die Zahlenlehre der Pythagoräer, einer philosophischen Schule und sektenartigen Gemeinschaft, die sich auf die überwiegend geheimen Lehren des Pythagoras berief. In der Naturphilosophie des Pythagoräers Philolaos liegen der Ordnung des Kosmos Verhältnisse von Zahlen zugrunde, die eine Harmonie begründen. Ausgelöst wurde dies durch die Entdeckung der ganzzahligen Verhältnisse in der musikalischen Harmonik. Der Gedanke, dass sich das Wesen der Natur in Zahlen und ihren Verhältnissen ausdrücken lasse, erwies sich in der Folge als sehr einflussreich. Konzepte der antiken griechischen Philosophie, die heute unter Naturgesetze gefasst werden, beruhen auf mathematischen Proportionen, so die Hebelgesetze des Archimedes. Das pythagoräische Denken führte dazu, dass das Wesen der Natur eher in Theoremen und Axiomen gesucht wurde.

### Mittelalter
Die antiken philosophischen Konzepte sind über die Schriften der Kirchenväter in die christliche Philosophie und Theologie des Mittelalters vermittelt worden. Der einflussreichste Denker war Augustinus. Dieser war stark von stoischen Vorstellungen, die in der Spätantike den meisten philosophischen Denkern gemein waren, beeinflusst. Für Augustinus gab es zwei Quellen des menschlichen Wissens, die beide auf Gott zurückgehen. Neben der Bibel als der offenbarten Schrift Gottes tritt das Buch der Natur. Der stoische Begriff des Naturgesetzes wird von Denkern wie ihm oder Basileios übertragen und bezeichnet nun ein von Gott erlassenes Gesetz. Das Naturgesetz ist hier zugleich präskripitv (vorschreibend) und deskriptiv (beschreibend). In den Werken mittelalterlicher Denker wird der Ausdruck in diesem Sinn regelmäßig verwendet. In den Lehrgedichten des Alain von Lille legt die personifizierte Natur ihre Gesetze dar, Roger Bacon im dreizehnten und Wilhelm von Ockham im vierzehnten Jahrhundert verwenden den Begriff regelmäßig. Nach Heinrich von Langenstein bewegen sich die Kometen „secundum legem agencium naturaliter“. Als wichtig für die spätere Entwicklung erwies sich, neben der Unabhängigkeit der natürlichen Erscheinungen, die neben der offenbarten Schrift, die sie immer bestätigten, eine legitime Erkenntnisquelle sei, dass sie überzeugt davon waren, dass Gott die Welt so geschaffen habe, dass sie von der menschlichen Vernunft erfasst werden könne. Die christlichen Autoren können nach ihrem Selbstverständnis die antike Weisheit nicht nur nutzen, sondern sogar übertreffen, da ihnen alle seitdem neu gemachten Entdeckungen zusätzlich zur Verfügung stünden. Robert Grosseteste und Roger Bacon machten so, auf den Werken arabischer Gelehrter wie Hunain ibn Ishāq aufbauend, als erste konkrete physikalische Gesetze die bereits in der Antike entdeckten Reflexions- und Brechungsgesetze im Abendland wieder bekannt. Allerdings wurden Theoretiker wie Wilhelm von Conches, die die Autonomie der Ordnung der Natur stark betonten, von anderen Theologen deswegen heftig angefeindet.
Die scholastischen Gelehrten wie Albertus Magnus und Thomas von Aquin entwickeln, aufbauend auf dem nun wiederentdeckten Werk des Aristoteles und der arabischen Forscher in seiner Nachfolge, eine Synthese, die von der Amtskirche akzeptiert und für Jahrhunderte verbindlich wird, Aristotelismus oder, nach Thomas, Thomismus genannt. Für die sciencia naturalis werden aristotelische Begriffe wie die Substanz und Essenz als Erklärungsansatz herangezogen. Obwohl Gott in seiner Allmacht nicht an diese natürlichen Prinzipien gebunden ist, hält er sich in seiner Beziehung zur von ihm geschaffenen Welt an die von ihm selbst souverän eingesetzte gesetzesmäßige Ordnung, die dadurch auch der Mensch erforschen kann. Da diese nur für natürliche Dinge gelten, nicht aber für menschengemachte (artificalia) war diese Denkrichtung skeptisch gegenüber dem Wert von Experimenten. Die scholastische Terminologie wurde von den frühen Naturwissenschaftlern heftig kritisiert, für die solche Erklärungen aus der Substanz und ihren Formen als unproduktiv zurückgewiesen werden. Die entstehenden Naturwissenschaften kritisierten also eher die mittelalterliche scholastische Philosophie als die christliche Lehre, die meisten ihrer Begründer wie Galilei, Descartes, Newton und Boyle vermieden in ihren Werken jede kritische Aussage zu christlichen Doktrinen.
Erst im Spätmittelalter etablierte sich unter Galileo Galilei 1623 das Naturgesetz als „großartiges Buch, …, in mathematischer Sprache geschrieben“. Galilei verwendete nicht „Gesetz“, sondern „Buch“, obwohl er Pendelgesetz oder Fallgesetz erwähnte.
Der Begriff des Naturgesetzes in seiner modernen Konzeption geht erst auf die wissenschaftliche Revolution in der frühen Neuzeit zurück. René Descartes stellte in seinem 1644 erschienenen Werk Principia philosophiae erstmals drei von ihm Naturgesetze genannte Regeln auf, die, im Gegensatz zu Gott als allgemeiner Ursache für alle Bewegungen, für die besonderen Bewegungen auf der Erde maßgeblich seien. Sein Werk baut aber auf den Schriften anderer Autoren der Antike, des Mittelalters und der Renaissance auf. Nach Descartes (1677) reichen die von Gott erlassenen Naturgesetze aus, „um zu bewirken, dass die Teile dieses Chaos sich von selbst entwirren und in eine so gute Ordnung bringen, dass sie die Form einer höchst vollkommenen Welt besitzen werden, …“. Galilei sprach, in gleichem Sinn, noch von „Theoremen“, „Präpositionen“ oder „Regeln“, in keiner veröffentlichten Schrift von „Gesetzen“. Erstmals wird in den Werken von Robert Boyle und Robert Hooke, also Gelehrten der zu dieser Zeit gerade neu begründeten Royal Society, regelmäßiger von Naturgesetzen, im Sinne von empirisch beobachtbaren Regelmäßigkeiten, gesprochen.

### Renaissance
Die neuzeitliche Vorstellung eines Naturgesetzes, das ohne Einschränkung und Ausnahme beobachtbare Größen in einen Zusammenhang bringt, ist auf drei verschiedene Traditionslinien zurückzuführen, die bei René Descartes zusammenfanden:
- die Idee einer in der Schöpfung gestifteten natürlichen Ordnung, die im Aristotelismus und auch im Thomismus vertreten wurde,
- die pythagoreische Vorstellung von die Natur bestimmenden harmonischen Zahlenverhältnissen, die seit der Renaissance auch für den Neuplatonismus von Bedeutung war und sich durch die Keplerschen Gesetze bestätigt sah,
- sowie die Tradition der Technik und ihrer Faustregeln, die dem Handwerkertum entspringen und auf die Francis Bacon aufmerksam gemacht hatte.[10]

Selbst Isaac Newton vertrat 1704 noch die Ansicht, dass das naturgesetzliche Geschehen letztlich in Gott begründet sei. David Hume leugnete zwar die Existenz von Naturgesetzen nicht, doch fasste er sie als Regularitäten in der Natur auf, die der menschliche Geist in die Natur projiziere.

### Moderne
Ende des 19. Jahrhunderts, vor Einsteins Veröffentlichung der Relativitätstheorie, verstand man in den Naturwissenschaften unter Naturgesetzen allgemein die „Gesetze, nach denen die Veränderungen in der Natur stattfinden“. Als naturwissenschaftlich erklärbar galten alle Veränderungen, die sich in mathematischen Formeln ableiten ließen. Unabdingbarer war für die menschliche erkenntnisfähige Vernunft der Grundsatz der Kausalität, also dass jede Veränderung ihre Ursache haben musste. Veränderungen wurden durch die Naturkräfte Gravitation, Wärme, Licht, Elektrizität, Magnetismus, chemische Affinitäten und physikalische Molekularkräfte in ihrem komplexen Zusammenspiel bewirkt.
In der Mitte des 20. Jahrhunderts wurden Naturgesetze auch als ein gesetzmäßiger Zusammenhang oder wesentliches Verhältnis zwischen Naturerscheinungen, die außerhalb des menschlichen Bewusstseins existieren, aber von ihm adäquat widergespiegelt werden können, definiert. Sie können zum großen Teil durch Experimente nachvollzogen und bestätigt werden.

„Durch Messen der Bedingungen und der gesetzmäßig eintreffenden Folgen lassen sich viele Naturgesetze in mathematischen Beziehungen darstellen und theoretisch verallgemeinern“

Aus den 1970er Jahren stammt folgende Definition:

„Naturgesetze sind der Natur innewohnende, objektiv notwendige, allg.[emeine] u.[nd] wesentl.[iche] Zusammenhänge zw.[ischen] den Erscheinungen des Naturgeschehens. Man unterscheidet allg.[emeine] N.[aturgesetze], wie die Erhaltungsätze für Energie und Impuls, die in der gesamten Natur gelten, u.[nd] spezif.[ische] N.[aturgesetze], wie die Maxwellschen Gleichungen, die sich nur auf bestimmte Bereiche der Natur beziehen. Ferner unterscheidet man zw.[ischen] dyn.[amischen] N.[aturgesetzen], die einzelne Systeme exakt beschreiben, u.[nd] statist.[ischen] N.[aturgesetzen], die Wahrscheinlichkeitsaussagen über eine Vielzahl von Einzelsystemen einer Gesamtheit machen.“

Bis heute wird über die Präzisierung und Abgrenzung des Begriffs Naturgesetz diskutiert:

„Welches die hinreichenden und notwendigen Bedingungen sind, damit eine bestimmte Aussage tatsächlich als Naturgesetz anerkannt wird, ist in der Wissenschaftstheorie bis heute nicht vollends geklärt. Die meisten Physiker nehmen wohl die pragmatische Haltung ein, daß eine Aussage dann Gesetzescharakter hat, wenn sie auch ohne Überprüfung aller Einzelfälle annehmbar ist, gleichzeitig ihre Annahme aber nicht von der Überprüfung nur bestimmter Einzelfälle abhängt. Bei der Klassifizierung von Naturgesetzen unterscheidet man neben der Einteilung in deterministische und statistische Gesetze oftmals mikro- und makroskopische Gesetze, obwohl die Grenze nicht eindeutig ist, und quantenmechanische Phänomene ja auch makroskopische Effekte verursachen…“

### Zeitgenössische Positionen

#### Ontologischer Naturalismus
Die fortschreitende naturwissenschaftliche Erkenntnis scheint eine Einheit der Erfahrungswissenschaften auf physikalischer Grundlage anzudeuten. Murray Gell-Mann schrieb dazu: „Mitunter gelingt einer Theorie eine bemerkenswerte Synthese, indem sie die Regelmäßigkeiten eines breiten Spektrums von Phänomenen, die zuvor getrennt … beschrieben wurden, in einer gerafften und eleganten Darstellung komprimiert.“
Ein möglicher Ansatz für eine durchgängige, einheitliche Sicht der Erfahrungswissenschaften auf die Natur ist der ontologische Naturalismus, wie ihn z. B. Bernulf Kanitscheider vertritt. Gerhard Vollmer kann sich noch nicht entschließen, der Philosophie in dieser Sache die „Lufthoheit“ zu nehmen, obwohl auch er eine Reihe von Argumenten für einen erfahrungswissenschaftlichen Naturalismus vorlegt, u. a. das Attribut „evolutionär“. Er hält es für „… naheliegend, den Evolutionsbegriff und die Evolutionstheorie nach unten und nach oben auszudehnen“, also in Richtung Physik und in Richtung Sozialordnung.
Erste Ansätze einer verbindenden Metaphysik gibt es im Rahmen des prozessorientierten Modells der emergenten (d. h. sich entwickelnden) Selbstorganisation. Dieses Modell bezieht neben der Evolution weitere verwandte Konzepte ein wie Synergetik, Symbiose, Holismus, Autopoiesis und Komplexitätstheorie. Eine solche Metaphysik reicht in die menschliche Gesellschaft hinein bis zur spontanen Sozialordnung und der Unsichtbaren Hand des Marktes. Es gibt, vom Urknall beginnend, eine Kette von emergenten Prozessen von der Entwicklung der unbelebten Natur bis zur belebten Natur und den geistigen Fähigkeiten der Menschen.

#### Regularitäts-, DTA- und Dispositionale Theorie
In der gegenwärtigen, naturalistischen Naturphilosophie werden hauptsächlich drei Ansätze diskutiert, die Naturgesetze im modernen physikalischen Sinne beschreiben sollen: Die Regularitätstheorie, welche etwa von David Kellogg Lewis in Anlehnung an David Hume formuliert wird, die anti-Humesche Theorie von Fred Dretske, Michael Tooley und David Armstrong (DTA-Theorie) sowie die dispositionale Theorie, welche etwa von Alexander Bird vertreten wird. Die Debatte wird unter anderem darüber geführt, ob Naturgesetze eine modale Kraft besitzen, also aufgrund einer bestimmten Ursache eine bestimmte Wirkung erzwingen können, oder ob sie tatsächlich bloße Beschreibungen beobachteter, aber letztendlich willkürlicher Regularitäten in der Welt sind. Die Regularitätstheorie steht auf letzterem Standpunkt. Sie sieht die Welt metaphorisch als ein Mosaik aus isolierten Einzelfakten, die zwar insgesamt ein Muster ergeben mögen, in dem die Einzelfakten aber dennoch in keinem notwendigen, d. h. im eigentlichen Sinne gesetzmäßigen, Zusammenhang stehen. Anhänger der DTA-Theorie nehmen eine Gegenposition ein. Die Dispositionalisten hingegen verstehen Naturgesetze als Dispositionen, d. h. als natürliche Neigungen der einzelnen Objekte, bestimmte Verhaltensweisen zu zeigen. In methodischer Form, d. h. zur Normierung wissenschaftlichen Arbeitens, ist ein Naturalismus verbunden mit einem wissenschaftlichen Realismus unabhängig von diesen Debatten üblich.
Eng verbunden mit der Diskussion um das Verständnis von Naturgesetzen ist die Debatte um das Verhältnis von Ursache und Wirkung zum modernen Verständnis von Naturwissenschaft: So beschreibt etwa das sogenannte Russell-Mach-Problem den scheinbaren Widerspruch zwischen der intuitiven Annahme einer zeitlich unumkehrbaren Kausalität und der prinzipiellen Umkehrbarkeit und Zeitlosigkeit von modernen physikalischen Gesetzen.
Ein bekannt gewordener und häufig diskutierter Ansatz zur Darstellung der Art und Weise, wie durch Bezug auf Naturgesetze (und empirische Anfangsbedingungen) einzelne Ereignisse erklärt werden, ist das Hempel-Oppenheim-Schema.
Diskussionsgegenstand ist weiterhin, inwiefern es prinzipiell nur physikalische Naturgesetze gibt oder ob auch Regeln und Gesetze anderer Wissenschaften Naturgesetze mit vergleichbaren strengen Geltungsanspruch sein können. Versuche, unabhängige Naturgesetze, etwa in der Biologie oder der Psychologie, als Spezialfälle allgemeiner physikalischer Gesetze zu verstehen, werden in der Literatur als eine Art von Reduktionismus bezeichnet. Ein Argument für den Reduktionismus ist etwa, dass die Physik den Anspruch erhebe, in der gesamten Wirklichkeit gültig zu sein, während die anderen Wissenschaften nur begrenzte Spezialgebiete der Welt zum Gegenstand haben, also sogenannte special sciences seien. Ein moderner Vertreter einer Reduktion dieser Art ist etwa der Wissenschaftstheoretiker Ernest Nagel. Die Frage, wie denn in einem physikalistischen Weltbild die Erkenntnisse und Regeln der übrigen Wissenschaften einzuordnen sind, führt in der Philosophie zur Ausformulierung unterschiedlicher Konzepte von Emergenz und Supervenienz. Zentraler Diskussionsgegenstand ist die Vorstellung von multipler Realisierbarkeit gleichartiger biologischer oder sozialer Phänomene, ausgehend von unterschiedlichen physikalischen Grundlagen. So kann von zwei Kirchen eine aus Holz und eine aus Stein bestehen, also offensichtlich unterschiedliche physikalische Grundlagen haben. Dennoch werden sie aus soziologischer, religionswissenschaftlicher oder theologischer Sicht als zwei Vertreter der gleichen Gattung von Forschungsobjekt gelten. Ebenso kann ein Buch als gedrucktes Exemplar, als E-Book oder als Hörbuch vorliegen, aber dennoch literaturwissenschaftlich als gleiches Werk angesehen werden. Eine gemäßigte Form des Physikalismus geht davon aus, dass identische physikalische Grundlagen zu gleichen nicht-physikalischen Folgen führen, aber umgekehrt unterschiedliche physikalische Grundlagen zu gleichartigen Objekten anderer Wissenschaften führen können, also auf multiple Weise realisierbar sind. Diese Position, bekannt als Funktionalismus, ist in der Wissenschaftstheorie heute weit verbreitet und wurde ursprünglich von Hilary Putnam und Jerry Fodor formuliert, um das Verhältnis von psychologischen Geschehnissen wie Gefühlen und Gedanken durch neurologische Vorgänge zu verstehen. Aufgrund der Argumente von Putnam und Fodor vertritt etwa Elliott Sober eine gemäßigte Form von Reduktionismus in der Biologie.

## Darstellung und Arten
In engerer wissenschaftstheoretischer Umschreibung stellt ein Naturgesetz in den Realwissenschaften eine Beschreibung von Regelmäßigkeiten im Verhalten von Objekten dar, die vom Verhalten individueller Objekte abstrahiert ist und die unabhängig von einer menschlichen Bewertung gilt.
Naturgesetze sind oft Bestandteil einer wissenschaftlichen Theorie und lassen sich mit mathematischen Formeln ausdrücken. Diese Abstraktionen beschreiben mögliche Welten; welche davon mit der realen Welt übereinstimmen, ist eine empirische Frage.
Naturgesetze gelten unabhängig von der Beobachtung durch die Menschen. Sie können nicht von Menschen gemacht, sondern nur von ihnen entdeckt werden. Die Naturgesetze werden erforscht, um zum einen die Welt zu verstehen, und zum anderen, das gewonnene Wissen anzuwenden und zu nutzen. Nicht die bloße Wahrnehmung der Natur mit unseren Sinnen, sondern erst die „Naturgesetze schaffen Wirklichkeit“. „Der direkten Erfahrung erschließt sich nur ein Bruchteil der natürlichen Erscheinungen.“
Die Naturgesetze sind in Bereiche strukturiert und bauen hierarchisch aufeinander auf. Zusammen mit der Entwicklung ihrer Objekte und Systeme entwickeln sich auch die damit verbundenen Gesetze. Einzelne Gesetze werden so weit wie möglich zu Theorien zusammengefasst. Die Interpretation der Gesetze und Theorien der erfahrungswissenschaftlichen Bereiche als Naturgesetze wird als ontologischer Naturalismus bezeichnet. Ob jedoch alle wissenschaftlichen Gesetze auf physikalischen Gesetze über Elementarteilchen und -kräfte zurückgeführt werden können, ist fraglich. Dieses Problem, das sowohl Teilbereiche der Physik als auch das Verhältnis zu den anderen Naturwissenschaften betrifft, wird unter dem Schlagwort „Emergenz“ behandelt. In manchen Erfahrungswissenschaften außerhalb der Physik ist es – auch wegen des beschränkten Geltungsbereichs – daher üblich geworden, auf den Ausdruck „Gesetz“ zu verzichten und stattdessen von „Regeln“ zu sprechen.
Es gibt unterschiedliche Arten von Naturgesetzen: Deterministische Ursache-Wirkung-Beziehungen, die als mathematischen Funktionen und Zahlen darstellbar sind (Beispiele: Gesetze der Mechanik und Elektrodynamik), Aussagen zu statischen Mittelwerten (Beispiele: Wärmelehre, Theorie idealer Gase), Aussagen zu kollektiven Wahrscheinlichkeiten (Quantentheorie) oder deterministisch-chaotischem Verhalten bei emergenten selbst organisierten Prozessen. Naturgesetze gelten immer und überall, ihre Formulierung kann aber nur unter Einschränkungen korrekt sein. Sie muss daher weiterentwickelt werden, sobald neue gesicherte Erkenntnisse gewonnen werden oder ihr Geltungsbereich erweitert werden soll. Zur Erforschung und Überprüfung der Naturgesetze und der Gesetze anderer Erfahrungswissenschaften wird die erfahrungswissenschaftliche Arbeitsmethode angewandt, die aus den Phasen Beobachtungen, Erkennen von Regelmäßigkeiten, Hypothese, Messungen, Prognosen, Verifikation, Entwicklung einer Theorie usw. besteht. Auch die noch nicht beobachteten Prognosen einer Hypothese müssen so weit wie möglich überprüft werden.

## Abgrenzung
Die Abgrenzung zwischen Naturgesetzen und anderen bestätigten oder formal hergeleiteten Theoremen ist nicht immer scharf.
Viele mathematische Sätze haben Implikationen und Anwendungen, die in der Naturwissenschaft oder im Ingenieurwesen von zentraler Bedeutung sind. So ist der Satz Die Winkelsumme im Dreieck in der Ebene beträgt 180 Grad kein Naturgesetz, sondern ein mathematischer Lehrsatz, der auf gewissen Grundaxiomen der Geometrie beruht.
In den angewandten Wissenschaftszweigen und der Technik verwendet man zudem zahlreiche Formeln, die gewisse Zusammenhänge zwischen physikalischen Messgrößen hinreichend exakt beschreiben, ohne dass die zugrunde liegenden Zusammenhänge eindeutig klar sind. Sie ergeben für die bekannten Anwendungsfälle angenäherte Werte mit einer Genauigkeit, die für den Anwendungszweck ausreicht (Erfahrungswerte). Solche Formeln werden empirische Formeln oder empirische Gesetze genannt. Diese Formeln sind keine Gesetzmäßigkeiten im physikalischen Sinne, ihnen fehlt die theoretische Grundlage. Einen Extremfall davon bilden sogenannte Faustregeln.

## Naturgesetze außerhalb der Naturwissenschaft
Seit der Begründung der mathematischen Physik durch Isaac Newton und Gottfried W. Leibniz werden die Naturgesetze mit physikalischen Gesetzen gleichgesetzt, wobei die Physik nach fundamentalen, universell gültigen Gesetzen sucht.  Wenngleich die physikalischen Gesetze offenbar auch in der lebenden Natur wirken, gibt es nach anderer Auffassung dort Gesetze der Entwicklung des Lebens, die nicht mehr nur nano-, mikro- oder makrophysikalisch zu erklären sind. Unter welchen Bedingungen eine chemische Reaktion zu Leben führt, ist zwar noch nicht formuliert. Aber die Suche nach diesen Gesetzmäßigkeiten, deren Existenz nicht bezweifelt wird, führt inzwischen in den Kosmos und auf andere Planeten. Noch komplizierter ist die Suche nach Ursachen und Bedingungen, unter denen Instinkte, Reflexe und das menschliche Bewusstsein entstehen.
Vor allem der britische Philosoph Alfred North Whitehead hat sich in seiner Philosophie mit diesem Problem intensiv beschäftigt. Laut Whitehead wird die Forderung nach einer Allgemeingültigkeit sowie deren Beschreibung als mathematische Formulierung, nicht dem Wesensmerkmal von Naturgesetzen gerecht. Für Whitehead ist ein Naturgesetz vor allem (auch) ein Verhaltensmerkmal, das den Dingen nicht von außen (in Form von Ursache und Wirkung) aufgezwungen wird, sondern ein Wesensmerkmal darstellt. Ein Naturgesetz ist nach dieser Überlegung den Dingen immanent. Damit haben Naturgesetze für Whitehead nicht eine absolute, sondern eher eine statistische Gültigkeit. Dies wiederum ist eine Ansicht, schreibt Michael Hauskeller, die der modernen Quantenphysik entspricht.

### Theologie
In der Theologie werden Naturgesetze letztendlich als Gottes Wille, Gottes Plan interpretiert. Der Diskurs zwischen Materialismus und Idealismus, Atheismus und Theismus ist unverändert aktuell.
Ausgehend von der Anerkenntnis eines umfassenden göttlichen Plans entwickelte sich der Fatalismus, der jegliche Ereignisse in der Welt und alle Aktivitäten der irdischen Individuen als vorherbestimmt sieht. Das gilt auch für die Entwicklung in der Zukunft und das Schicksal eines jeden Individuums.

### Geschichtsphilosophie
Umstritten sind Gesetzmäßigkeiten, die man in der Entwicklung der menschlichen Gesellschaft beobachtet. Inwieweit diese vergleichbaren Entwicklungsabfolgen als Gesetze der Natur der menschlichen Gesellschaften einzustufen wären, bleibt zu prüfen.